# Nicolas-Christiern de Thy de Milly
Nicolas-Christiern de Thy, comte de Milly (15 juin 1728 - 19 septembre 1784), fut un noble français.
Il est issu de la famille de Thy de Milly.

## Biographie
Il a été capitaine au régiment de Condé et participe à la bataille de Raucourt et à celle de Lauffeld pendant la guerre de Succession d'Autriche (1740-1748). Pendant la guerre de Sept Ans il prend part à la bataille de Rossbach, à la bataille de Krefeld, puis à la bataille de Minden. Il est fait chevalier de l'ordre de Saint-Louis en 1760, et mestre de camp de Dragons.
En 1760, il est entré au service du duc de Wurtemberg, allié de la France. En un an il est devenu colonel, adjudant-général, Chambellan du prince régnant duc de Wurtemberg, et chevalier de l'ordre de l'Aigle rouge. La fin de la guerre de Sept Ans lui a permis de vivre paisible à la cour du duc de Wurtemberg avant son retour en France, en 1771, en s'adonnant à l'étude de la chimie. 
Il a rapporté de son séjour en Allemagne un ouvrage très détaillé sur la fabrication de la porcelaine de Saxe que l'Académie a jugé digne d'être publié dans sa collection des arts. Ce traité a permis la création des manufactures de Sèvres. 
Il a obtenu alors une charge de lieutenant des Gardes-suisses de Monsieur et un brevet de colonel. Il a ensuite décidé d'abandonner la carrière militaire pour se livrer uniquement aux sciences. L'Académie royale des sciences l'a reçu comme associé libre, le 14 février 1776.
Il a travaillé en collaboration avec le comte de Saint-Germain.
Vénérable de la loge des neuf sœurs.

## Publication

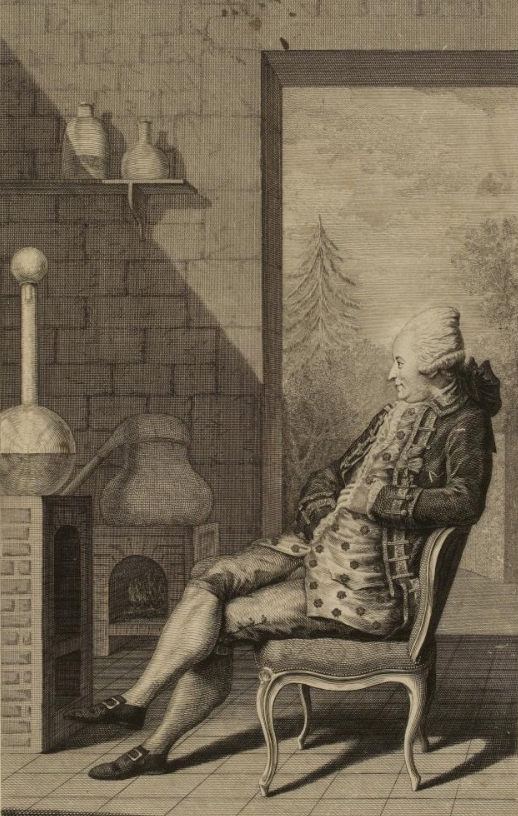
Nicolas Christian de Thy, comte de Milly.

- Nicolas-Christiern de Thy de Milly, Description des arts et métiers : L'Art de la porcelaine, Paris, Chez Saillant & Nyon, 1761, 60 p. (lire en ligne)
- Observations sur les expériences de Mrs de Montgolfier, Robert & Charles, avec les moyens de les rendre plus aisées & moins dangereuses, dans Barthélemy Faujas de Saint-Fond, Description des expériences de la machine aérostatique de MM. de Montgolfier et de celles auxquelles cette découverte a donné lieu ; contenant les voyages aériens, plusieurs mémoires, différentes manières d'obtenir l'air inflammable, un mémoire sur la gomme élastique ou caoutchouc, ouvrage orné de cinq planches en taille douce, chez Cuchet, Paris, 1784, tome 2, p. 301-339 (lire en ligne)